# مارين دان
مارين دان (30 أغسطس 1948 في رومانيا - ) (بالرومانية: Dan Marin)‏ هو لاعب كرة يد رومانيا. شارك في الألعاب الأولمبية الصيفية 1972.

## وصلات خارجية
- مارين دان على موقع أوليمبيديا (الإنجليزية)
- مارين دان على موقع اللجنة الأولمبية الرومانية (الرومانية)